# Súng phóng lựu M79
Súng phóng lựu M79 (thường được gọi là Thumper/Blooper) là một loại súng phóng lựu do Hoa Kỳ sản xuất. Nó xuất hiện trong suốt cuộc chiến tại Việt Nam, M79 đầu tiên được phục vụ quân đội Mỹ năm 1961.

## Thiết kế
M79 được thiết kế cho bộ binh phóng lựu, một trong hai vũ khí cá nhân trong bộ binh. Chiến binh được yêu cầu có một vũ khí chuyên dụng và một khẩu súng ngắn mang theo bên mình. M79 được coi là cầu nối tạo ra tầm hỏa lực ở giữa lựu đạn cầm tay và súng cối tầm gần (50 đến 300 mét) và do đó trở thành vũ khí không thể thiếu trong một đội binh. Với chiều dài 737 mm (nòng dài 355 mm), súng cộng với đạn nặng 3 kg. 
M79 bắn từng phát một, súng dùng đạn cỡ 40 mm được nạp trực tiếp vào khóa nòng. Có một miếng lót cao su để tì súng lên vai và giảm lực giật. Lựu đạn M406 40 ly HE nổ mảnh rời khỏi nòng của M79 bay đi với vận tốc 75 m/s, và chứa lượng chất nổ trong vỏ bọc thép, khi nổ có thể văng ra hơn 300 mảnh vụn với vận tốc 1524 m/s, với bán kính sát thương là 5 mét. Đạn đạo bay ổn định vì lựu đạn xoay trong không trung với vận tốc 3700 vòng/phút do vòng xoáy trong nòng tạo ra.
M79 có một thước ngắm và đầu ruồi, với tầm ngắm xa đến 375 mét. M79 có tầm bắn hiệu quả với mục tiêu cỡ người đứng là 200 mét, với mục tiêu công sự, lô cốt là 350 mét.
Chiến đấu tầm gần, có hai loại đạn M79. Loại đầu tiên là đạn hình mũi tên, được giữ 45 viên nhỏ chứa trong vỏ plastic, loại này chỉ được đưa ra làm thí nghiệm. Sau đó, loại đạn này được thay thế bằng đạn chì của M576. Loại đạn này bao gồm 2700 mảnh đạn chì nhỏ được đúc và chứa trong vỏ đạn bằng nhựa 40 mm, nó bay chậm hơn trong đạn đạo nhưng ít bị lệch gió, dễ tới đích theo mong muốn. Ngoài ra, súng còn dùng được nhiều loại đạn khác nhau, đạn nổ mảnh, đạn nổ bi, bán kính sát thương khác nhau đối với từng loại, có thể lên đến 35m. M79 cũng là súng bắn lựu đạn khói (loại tiêu chuẩn và loại rơi chậm có dù), bắn khí CS và bắn lửa.
M79 cũng có một số nhược điểm: súng không có hộp tiếp đạn và phải nạp đạn lại sau mỗi phát bắn nên tốc độ bắn chậm hơn so với những loại súng phóng lựu mang hộp tiếp đạn Cơ cấu ngòi nổ của viên đạn khá phức tạp và phải có đủ lực tác động vào phần đầu đạn thì mới phát nổ, nên nếu đạn trúng bề mặt mềm (như bùn nhão, vũng nước...) hoặc cạnh viên đạn tiếp đất trước thì viên đạn có thể không nổ, sau này nếu ai đạp phải thì có thể gây nổ giống như mìn. Những viên đạn M79 chưa nổ này đã gây ô nhiễm bom mìn lớn tại Việt Nam, cho tới hàng chục năm sau chiến tranh vẫn có nhiều thường dân Việt Nam thương vong vì dẫm phải đạn M79.

## Sử dụng
M79 là một vũ khí hiệu quả đối với địa hình nhiều vật cản, rừng cây, đồi núi như ở Việt Nam. Vũ khí này cho phép tiêu diệt các ụ súng, lô cốt bán kiên cố ở cự ly xa gấp mấy lần so với ném lựu đạn bằng tay, và cũng chính xác hơn. Trong trang bị của quân đội nhân dân Việt Nam thời đó chưa có vũ khí tương đương (súng B-40, B-41 cũng có thể dùng để bắn bộ binh, lô cốt nhưng đây chỉ là giải pháp tình thế, bởi vai trò chính của chúng là chống xe cơ giới chứ không phải chống bộ binh). Để có vũ khí tương tự như M79 của Mỹ, quân Giải phóng đã thiết kế súng cối "Giải Phóng" cỡ 60mm, nặng 5kg, không bệ và chân chống, bắn theo phương pháp ứng dụng. Súng cối "Giải Phóng" đã được sản xuất hơn 2.000 khẩu trang bị cho bộ đội Súng cối "Giải Phóng" bắn đạn nổ mạnh hơn nhưng cũng nặng hơn, và vì súng cối không có báng tỳ vai nên cũng khó ngắm bắn hơn so với M79, đây chỉ là giải pháp tình thế để bù đắp sự thiếu thốn vũ khí.
Sau chiến tranh, Việt Nam thu được hàng chục nghìn khẩu M79 của Mỹ và rất nhiều kho đạn, nên nó được sử dụng luôn làm súng phóng lựu tiêu chuẩn của quân đội. Vì thế, trong khi hầu hết trang bị của lục quân Việt Nam là theo hệ vũ khí Liên Xô/Nga thì riêng súng phóng lựu chống bộ binh thì Việt Nam lại dùng hệ Mỹ. Trên nguyên mẫu súng M79 của Mỹ, Việt Nam đã tự sản xuất súng M79VN (tên khác là SPL40) được bổ sung một số tính năng như thay vật liệu gỗ bằng plastic, gắn thêm kính ngắm. Kính ngắm dùng cho súng phóng lựu M79 giúp cho súng ngắm bắn nhanh và chính xác hơn so với dùng thước ngắm thông thường

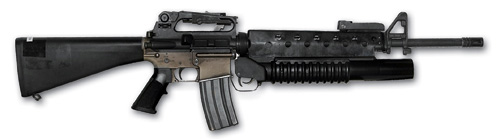
M16A2 gắn M203

Trong thập niên 1980, M79 được quân đội Mỹ thay thế bằng loại súng phóng lựu M203 gắn trực tiếp vào bên dưới súng trường như M16. Tuy nhiên, một số đơn vị quân đội Mỹ vẫn sử dụng M79 vì nó có tầm bắn hiệu quả xa hơn M203 (350 mét so với 150 mét). Mặt khác, M203 cũng khiến khẩu súng trường trở nên cồng kềnh hơn và nặng thêm khoảng 1 kg ở phía đầu nòng súng, điều này sẽ khiến xạ thủ khó ngắm bắn chính xác vì nó làm mất độ cân bằng của súng. Vì thế, đối với một số binh sĩ, việc mang theo 2 loại súng riêng biệt (M79 và M16) sẽ tốt hơn là gắn dính M203 vào khẩu M16 của họ.

## Các quốc gia sử dụng
- Hoa Kỳ Rất nhiều
- Australia
- Brazil[8][9]
- Campuchia[10][11]
- Chad[8]
- Colombia[8]
- Costa Rica[8]
- Dominican Republic[8]
- El Salvador[8]
- Eritrea[8]
- Ethiopia[8]
- Fiji[8]
- Hy Lạp[8]
- Guatemala[8]
- Haiti[8]
- Honduras[8]
- Indonesia[8]
- Iran[8]
- Ireland[8]
- Israel[8]
- Jamaica: Jamaica Defence Force.[8][12]
- Jordan[8]
- Kenya[8]
- Liban[8]
- Malaysia[8]
- Myanmar[8]
- Nicaragua[8]
- Oman[8]
- Paraguay[8]
- Philippines[8]
- Bồ Đào Nha[8]
- Saint Vincent and the Grenadines[8]
- Ả Rập Xê Út[8]
- Somalia[8]
- Hàn Quốc: Sản xuất bởi S&T Daewoo dưới bản quyền với cái tên KM79.[13]
- Tây Ban Nha
- Đài Loan
- Thái Lan
- Thổ Nhĩ Kỳ
- Việt Nam: Tự sản xuất phiên bản Súng phóng lựu M-79VN do nhà máy Z-125 chế tạo
- Lào
- Yemen